# Gymnocheta magna
Gymnocheta magna är en tvåvingeart som beskrevs av Zimin 1958. Gymnocheta magna ingår i släktet Gymnocheta och familjen parasitflugor. Arten är reproducerande i Sverige. Inga underarter finns listade i Catalogue of Life.